# Biesputa
Besputa (ros. Беспута) – rzeka w europejskiej części Rosji o długości 70 km. Przepływa przez obwód tulski i moskiewski, jest prawym dopływem Oki. Powierzchnia zlewni wynosi 1000 km².